# Anguita (apellido)
El apellido Anguita es de origen vascuence (euskaldun) y significa «gamonal» o «dehesa».
Don Pedro de Salazar Girón, rey de Armas de Felipe IV y Carlos II, dice en su nobiliario titulado Quinta parte de los originales genealógicos y de blasones lo que sigue:

Son muy nobles y antiguos hijosdalgo y caballeros, existiendo en Navarra y en la villa de su nombre, así como en otras partes de Castilla y Andalucía.

El mismo autor, en una Certificación de Armas de fecha 2 de julio de 1652 agrega que son de las montañas de la villa de su nombre en el partido de Sigüenza y provincia de Guadalajara, habiendo ramas en Andalucía, en Martos. 
Jerónimo de Villa confirma que el blasón de los Anguita fue concedido por el rey Pedro I de Castilla a dos caballeros de este linaje porque escalaron una torre o castillo en Aragón durante la guerra sostenida entre los reinos de Aragón y Castilla. 
En relación con la localidad de Anguita, los estudios sobre la toponimia del lugar, siguiendo las teorías de Francisco Villar Liébana, defienden que el nombre viene de la palabra latina "angustus" (hocín) y no de la palabra vasca "anguia". 

## Escudos de armas
En campo de gules una torre de plata y dos leones de oro empinados a sus muros y afrontados. En la puerta de la torre, un lebrel de sable con manchas de plata, atado con cadena del mismo metal.
- Datos: Q5676848
- Multimedia: Anguita (surname) / Q5676848